# Quidenham
Quidenham är en civil parish i Storbritannien. Den är belägen i grevskapet Norfolk och riksdelen England, i den sydöstra delen av landet, 130 km nordost om huvudstaden London.
Kustklimat råder i trakten. Årsmedeltemperaturen i trakten är 9 °C. Den varmaste månaden är juli, då medeltemperaturen är 16 °C, och den kallaste är januari, med 0 °C.